# Javi Guerra
Javier Guerra Moreno (Gilet, 13 mei 2003) is een Spaans voetballer die doorgaans speelt als middenvelder. In januari 2022 debuteerde hij voor Valencia.

## Clubcarrière
Guerra speelde in de jeugd van Villarreal en stapte in 2019 over naar de opleiding van Valencia. Hier ondertekende hij in mei 2021 zijn eerste professionele contract, tot medio 2024. Vanaf het einde van de jaargang 2020/21 maakte de middenvelder zijn speelminuten in het tweede elftal van Valencia. Zijn debuut in het eerste elftal volgde op 16 januari 2022, toen in de Copa del Rey met 0–1 gewonnen werd van Atlético Baleares door een doelpunt van Marcos André. Guerra moest van coach José Bordalás op de reservebank beginnen en hij mocht in de blessuretijd van de tweede helft invallen voor Hugo Guillamón. Aan het einde van het seizoen erop maakte hij zijn eerste minuten in de Primera División en in die competitie kwam hij ook voor het eerst tot scoren, op 27 april 2023 thuis tegen Real Valladolid. Cyle Larin had die ploeg op voorsprong gezet, waarna Mouctar Diakhaby voor de gelijkmaker zorgde. Guerra viel in de slotfase in voor André Almeida en op aangeven van Ilaix Moriba tekende hij in de blessuretijd voor de beslissende 2–1. In mei 2023 werd zijn verbintenis opengebroken en verlengd tot medio 2027.

## Clubstatistieken
| Seizoen | Club     | Competitie       | Competitie | Competitie | Beker | Beker | Internationaal | Internationaal | Totaal | Totaal |
| Seizoen | Club     | Competitie       | Wed.       | Dlp.       | Wed.  | Dlp.  | Wed.           | Dlp.           | Wed.   | Dlp.   |
| ------- | -------- | ---------------- | ---------- | ---------- | ----- | ----- | -------------- | -------------- | ------ | ------ |
| 2021/22 | Valencia | Primera División | 0          | 0          | 1     | 0     | —              | —              | 1      | 0      |
| 2022/23 | Valencia | Primera División | 10         | 1          | 0     | 0     | —              | —              | 10     | 1      |
| 2023/24 | Valencia | Primera División | 36         | 4          | 4     | 0     | —              | —              | 40     | 4      |
| 2024/25 | Valencia | Primera División | 31         | 2          | 2     | 0     | —              | —              | 33     | 2      |
| Totaal  | Totaal   | Totaal           | 77         | 7          | 7     | 0     | 0              | 0              | 84     | 7      |

Bijgewerkt op 22 april 2025.